# Os de Kermode
L'os de Kermode (Ursus americanus kermodei) és una subespècie de l'os negre americà (Ursus americanus). A la Colúmbia Britànica se l'anomena també spirit bear. Presenta tota la gamma de colors del blanc al negre, encara que el color blanc és més comú a les illes Princess Royal i Gribbel (al voltant del 10% del nombre total d'ossos). No són albins sinó que el color es deu a un gen recessiu. El color blanc s'associa a un èxit més gran en la captura de peixos, ja que és més perceptible pels peixos l'ombra d'un os de color fosc que no pas la d'un os de color blanc. Els cadells neixen, sovint, al mig de l'hivern mentre la mare es troba encara en hibernació. Menja plantes, baies i salmons. Es troba a la costa central de la Colúmbia Britànica. Només en queden 400 exemplars en estat salvatge.